# Гаювка (Люблінське воєводство)
Гаювка (пол. Gajówka; укр. Гаювка) — частина села) Паньків у Польщі, в Люблінському воєводстві Томашівського повіту, ґміни Тарнаватка.

## Історія
Первісним населенням Гаювки були русини-лемки, які компактно проживали на своїх історичних землях. 